# 德拉普
德拉普（法語：Drap，法語發音：[dʁap]）是法国滨海阿尔卑斯省的一个市镇，位于该省南部偏东，属于尼斯区。

## 地名
该地名“Drap”发音为[dʁap]，字母“p”发音，《世界地名译名词典》将其误译作“德拉”。

## 地理
德拉普（43°45'18"N, 7°19'17"E）面积5.54 平方千米，位于法国普罗旺斯-阿尔卑斯-蓝色海岸大区滨海阿尔卑斯省，该省份为法国东南部沿海省份，南濒地中海，西南至瓦尔省，西北接上普罗旺斯阿尔卑斯省，北部和东部与意大利接壤。
与德拉普接壤的市镇（或旧市镇、城区）包括：布洛萨斯克、康塔龙、佩永、拉特里尼泰。
德拉普的时区为UTC+01:00、UTC+02:00（夏令时）。

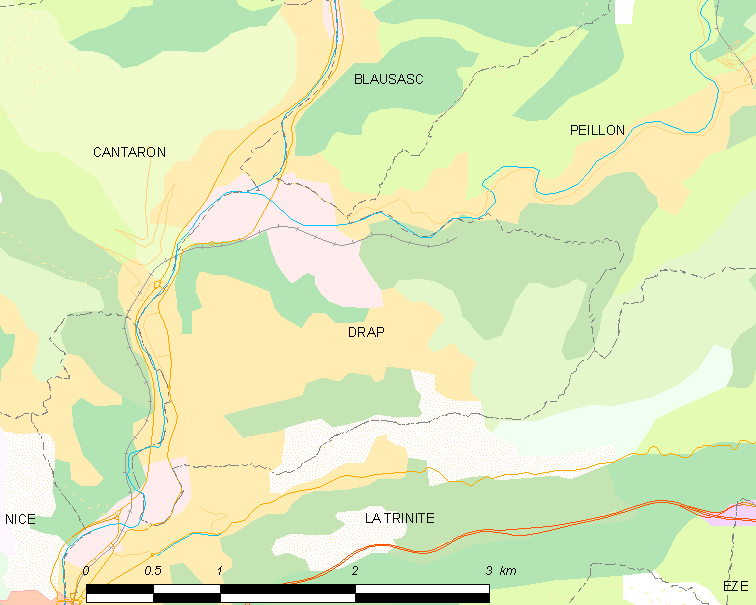
德拉普的OSM定位图

## 行政
德拉普的邮政编码为06340，INSEE市镇编码为06054。

## 政治
德拉普所属的省级选区为孔特县。

## 人口

1962-2008年间德拉普人口变化图示

德拉普于2022年1月1日时的人口数量为5300人。